# 君ヶ浜駅
君ヶ浜駅（きみがはまえき）は、千葉県銚子市君ケ浜にある、銚子電気鉄道銚子電気鉄道線の駅である。駅番号はCD08。

## 歴史
株式会社ミストソリューションが命名権を取得しており、ロズウェルを冠した愛称としている。市民の未確認飛行物体（UFO）目撃情報が頻繁であったことや、UFOでの地域おこしなどから、銚子市をUFO関連（ロズウェル事件）で有名なアメリカ合衆国ニューメキシコ州のロズウェルとかけて『日本のロズウェル』と東京スポーツ新聞社によって報じられたことに因むとされている。

### 年表
- 1931年（昭和6年）6月21日：開業。
- 1990年（平成2年）12月：駅改築、アーチ設置。
- 2007年（平成19年）2月21日：アーチ外壁・上部撤去。
- 2009年（平成21年）12月：デハ2000形・クハ2500形運行対応のため、銚子方ホームを延長。
- 2016年（平成28年）8月27日：これまで非公認駅長として親しまれたトラネコのきみちゃんが死亡した。同年10月3日、慰霊祭が行われ、きみちゃんハウスがあった場所に「ありがとう きみちゃん」と記した記念碑が建てられた[3]。

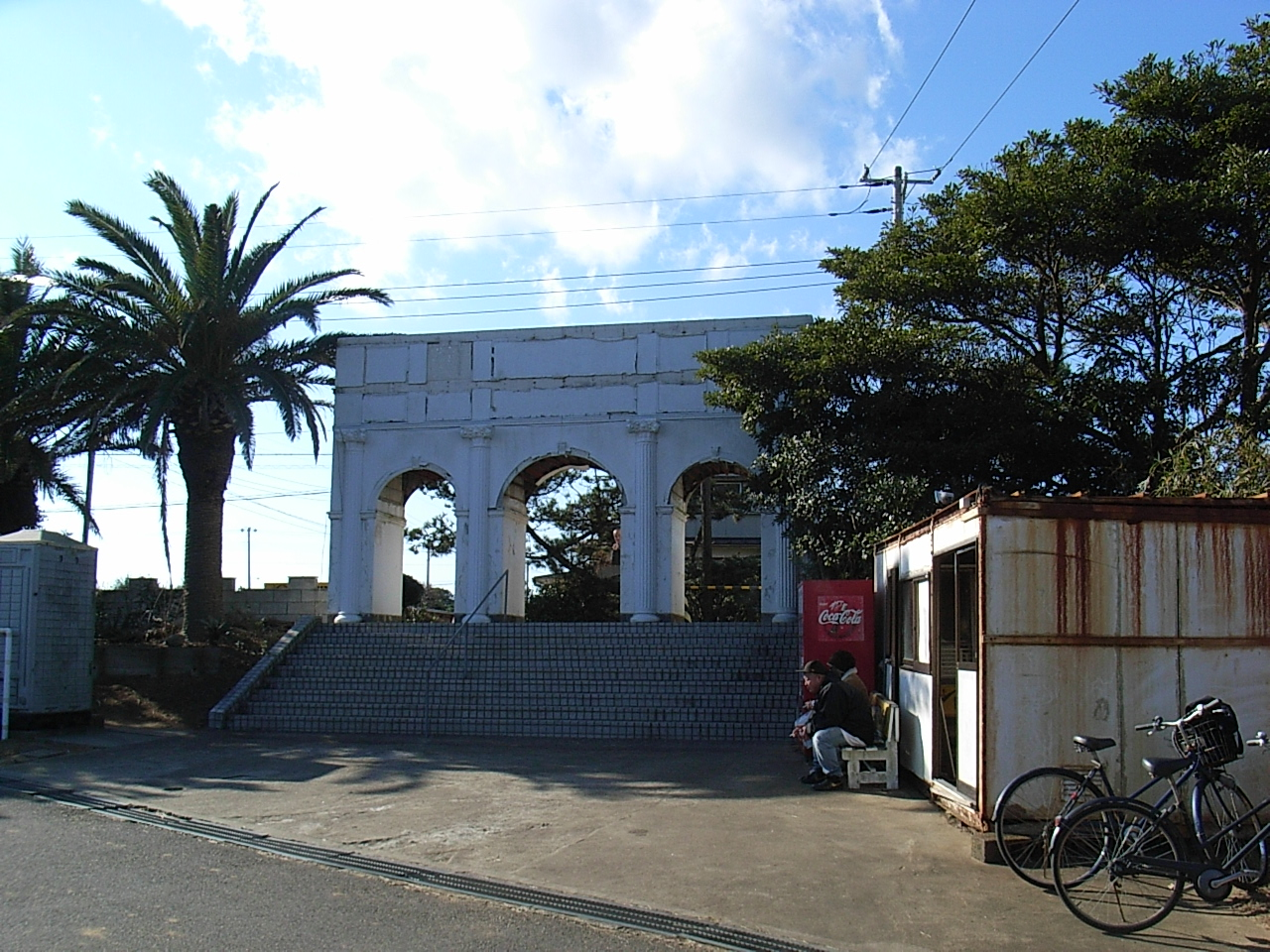
アーチがあった頃の駅出入口（2007年1月）
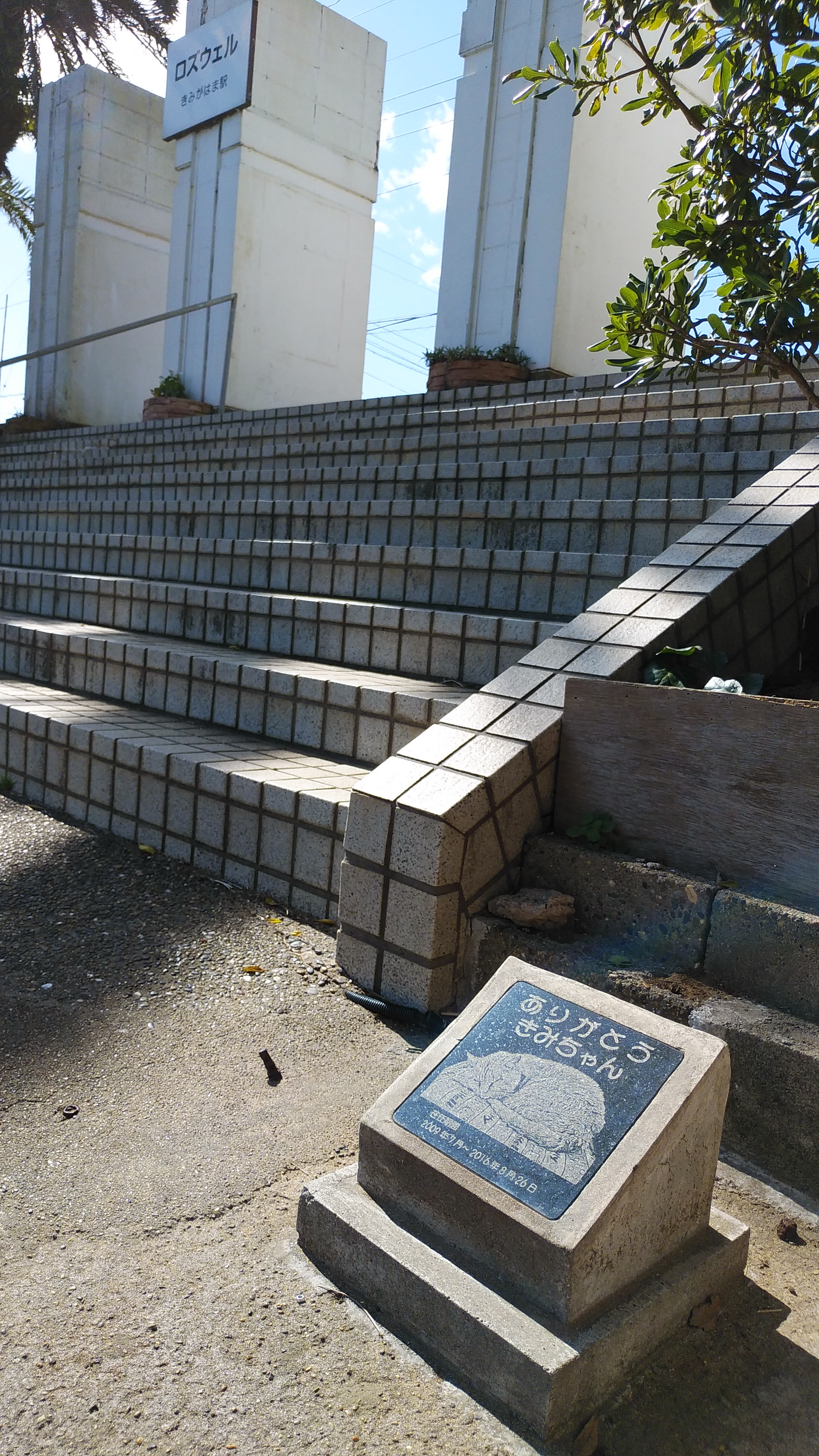
きみちゃん慰霊碑（2020年2月）

## 駅構造
単式ホーム1面1線を有する地上駅。無人駅。清涼飲料の自販機有。簡易トイレ有。

### 特徴
- 1970年代は木造の駅舎が立っていたがいつ頃取り壊されたかは不明。
- ホームの出入口には、白亜のアーチが3つ並ぶイタリア風のゲートが建っていたが、プレハブ製の待合室共々、老朽化のため柱を残して撤去された。
- 2007年、地元有志と銚子電鉄ファンの好意により駅階段横に花壇が設置され、季節の花が植えられている。
- トラネコのきみちゃん専用の小屋「きみちゃんハウス」が設置されていた。

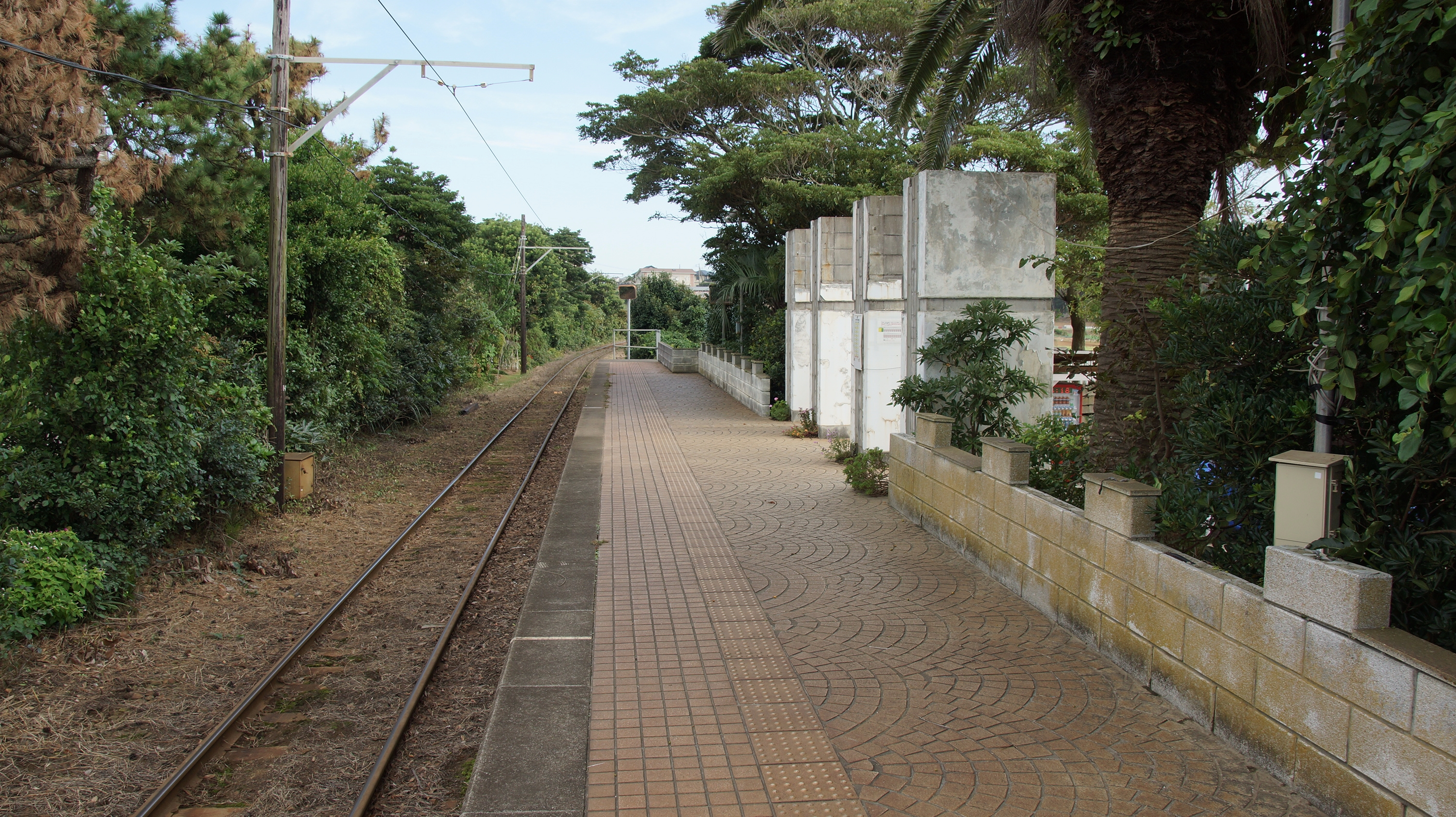
駅ホームより海鹿島駅方面を望む（2015年10月）
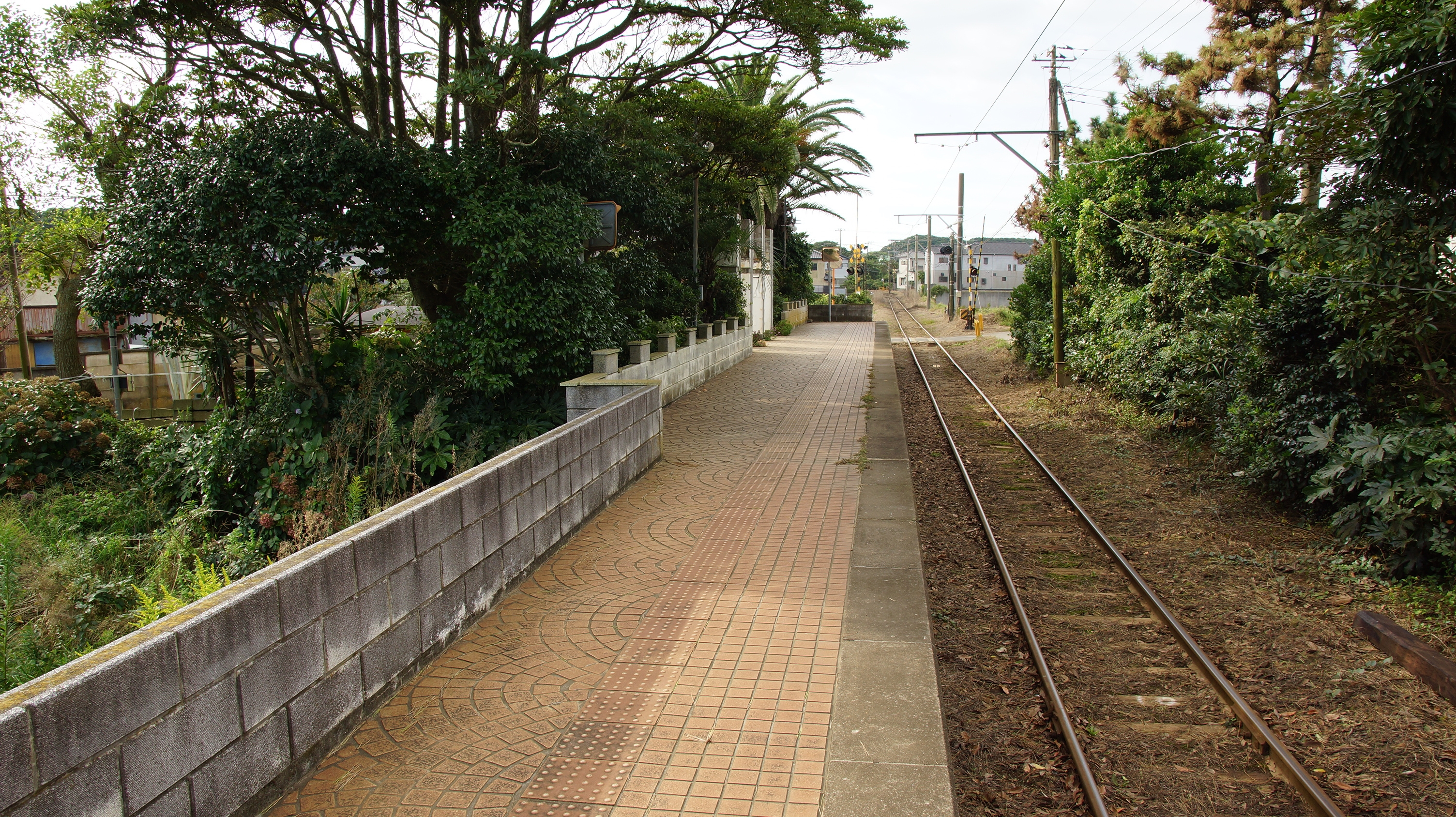
駅ホームより犬吠駅方面を望む（2015年10月）
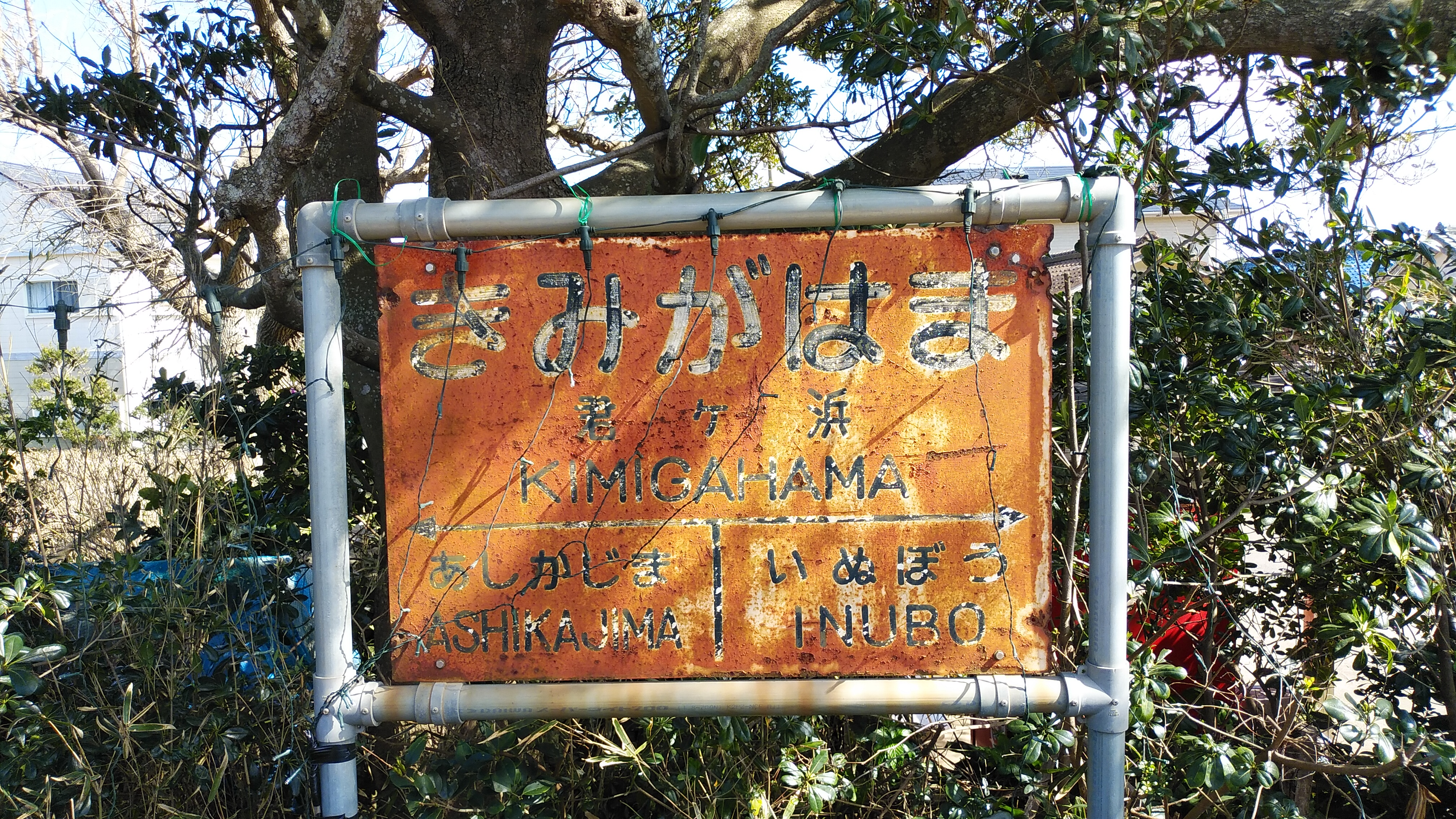
旧駅名標（2020年2月）
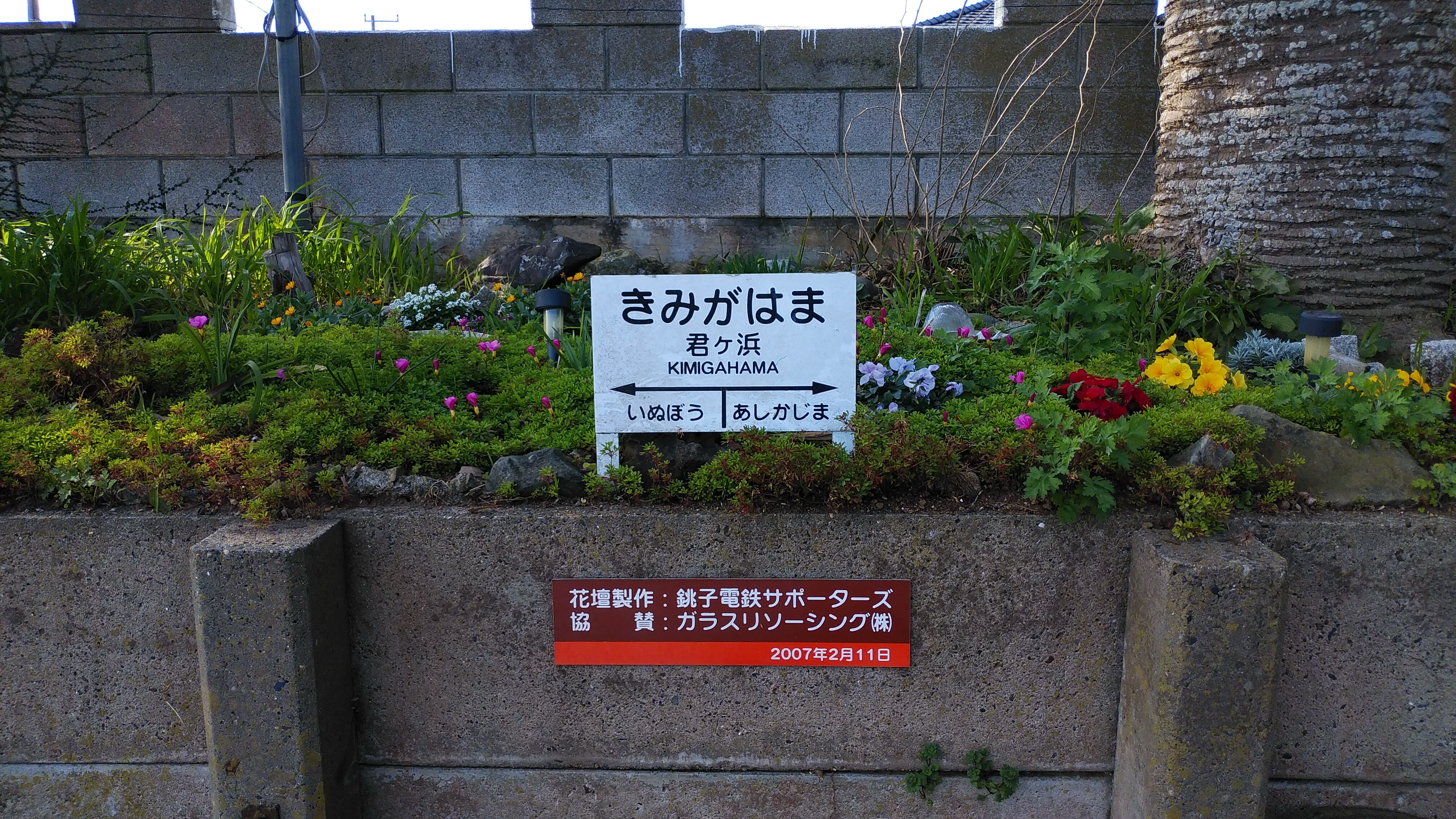
花壇と駅名標（2020年2月）

## 利用状況
1日平均乗車人員 11人（2019年度）
近年の一日平均乗車人員推移は下表の通り。
| 年度   | 一日平均 乗車人員 |
| ------ | ----------------- |
| 2007年 | 17                |
| 2008年 | 16                |
| 2009年 | 18                |
| 2010年 | 16                |
| 2011年 | 15                |
| 2012年 | 17                |
| 2013年 | 19                |
| 2014年 | 12                |
| 2015年 | 10                |
| 2016年 | 11                |
| 2017年 | 12                |
| 2018年 | 13                |
| 2019年 | 11                |

## 駅周辺
- 千葉県道244号外川港線
- 千葉県道254号銚子公園線
- 小畑池
- 君ヶ浜（太平洋）・君ヶ浜しおさい公園

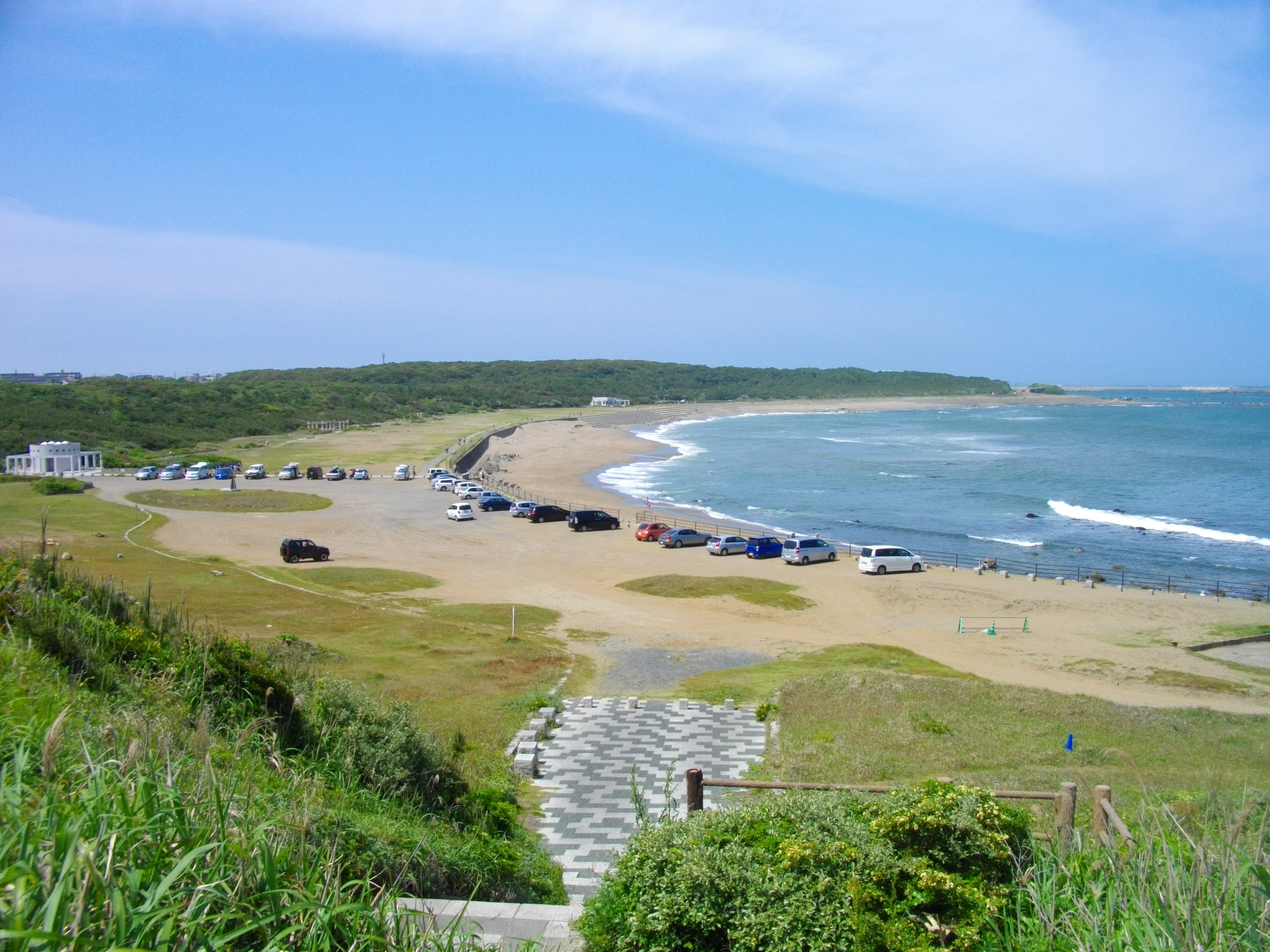
君ヶ浜しおさい公園

  - 駅より徒歩5分。日本の渚百選に選定。関東舞子とも呼ばれる白砂青松の海岸で、しおさい公園として整備されているが、波が高く複雑な海流の為、遊泳禁止の措置が取られている。日の出ビューポイントの一つであり、銚子の観光誘致ポスター等の撮影場所となること、『ジョゼと虎と魚たち』の海岸でのシーン等映像作品のロケ地となることも多い。展望所が整備されている。
- 涙痕之碑
  - 1917年（大正7年）避暑のため訪れていた三富朽葉と今井白楊が君ケ浜での遊泳中、高波にさらわれて溺死。翌年朽葉の実父・三富道臣によって建立された。

## 隣の駅
銚子電気鉄道
■銚子電気鉄道線
海鹿島駅（CD07） - 君ヶ浜駅（CD08） - 犬吠駅（CD09）